# Ła-15
Ła-15 (ros. Ла-15), znany też jako Ła-174 – radziecki odrzutowy samolot myśliwski, skonstruowany pod koniec lat 40. XX w. przez biuro konstrukcyjne Ławoczkina. Konkurent samolotu MiG-15, zbudowany w niewielkiej serii, ostatni seryjnie produkowany myśliwiec Ławoczkina.

## Rozwój
Pierwsze pokolenie radzieckich myśliwców odrzutowych napędzane było niemieckimi silnikami turboodrzutowymi Junkers Jumo-004 i BMW-003, skopiowanymi w ZSRR jako RD-10 i RD-20. Silniki te jednak miały niedostatki, jak niewystarczający ciąg (900 lub 800 kG), niepozwalający na uzyskanie wysokich osiągów, zawodność i niski resurs (ok. 25 godzin). W konsekwencji, napędzane nimi myśliwce, w tym prototypy linii rozwojowej „150” Ławoczkina, nie były w pełni udane i odbiegały od najnowszych oczekiwań. W 1947 roku rząd ZSRR zdołał zakupić w Wielkiej Brytanii nowsze mocniejsze silniki Rolls-Royce Derwent V o ciągu 1590 kG i Nene I i II o ciągu 2014 i 2270 kG, które skopiowano następnie jako RD-500 i RD-45 / RD-45F. W marcu 1947 roku wiodące biura konstrukcyjne otrzymały polecenie skonstruowania drugiej generacji myśliwców, napędzanych nowymi silnikami, o prędkości rzędu 1000 km/h i zasięgu 1200 km, z zastosowaniem nowszych rozwiązań technicznych, jak hermetyzowanej kabiny. 
W biurze konstrukcyjnym Ławoczkina opracowano projekt myśliwca z mocniejszym silnikiem Nene II, oznaczony „168” (prace nad samolotem w takim samym układzie - MiG-15, prowadzili też Mikojan i Gurewicz). Jednakże z powodu opóźnień w dostawie silników Nene II, Ławoczkin w połowie 1947 roku przystąpił do opracowania także rezerwowego projektu „174”, opartego na „168”, ale nieco pomniejszonego i napędzanego słabszym silnikiem Derwent. W celu osiągnięcia założonych wysokich prędkości, od początku zastosowano na obu skośne skrzydła, bazując na doświadczeniach z prototypu „160” (pierwszego radzieckiego myśliwca o skośnych skrzydłach). 
Prototyp samolotu „174” został oblatany 8 stycznia 1948 roku, 9 dni po prototypie MiGa-15 (pilot Iwan Fiodorow). 11 maja 1948 roku samolot ten został jednak utracony, kiedy pilot musiał opuścić go w locie na skutek silnych wibracji. Próby kontynuowano na drugim egzemplarzu „174D” (dubler), oblatanym 12 czerwca 1948 roku, na którym wprowadzono ulepszenia i wyeliminowano wibracje. Od sierpnia do 25 września 1948 roku przeszedł badania państwowe. Samolot zaczęto nazywać też Ła-174.

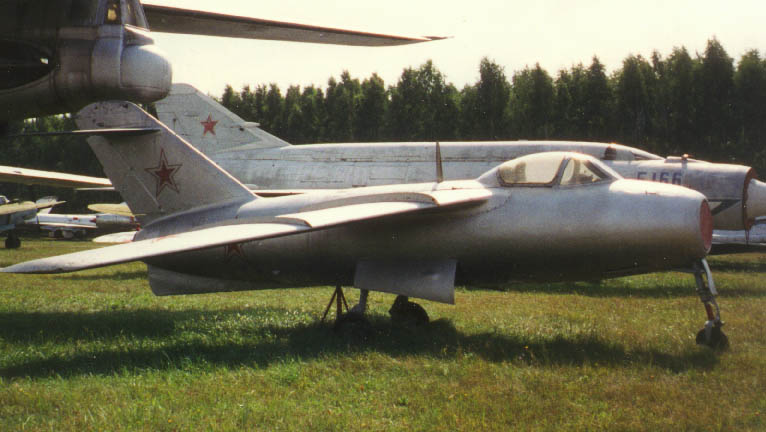
Ła-15 w muzeum w Monino

Badania państwowe Ła-174 i MiG-a-15, napędzanego znacznie mocniejszym silnikiem Nene II, wykazały, że samoloty te mają podobne wysokie osiągi i charakterystyki, przy tym Ła-174 miał nieco lepszą manewrowość i stateczność podłużną dzięki lepszej aerodynamice, zwłaszcza przy dużych prędkościach, a ustępował prototypowi MiG-a w prędkości wznoszenia. Oba prototypy osiągnęły podobną prędkość maksymalną (Ła-174 - 1040 km/h, MiG-15 - 1042 km/h). Wizualnie oba samoloty były bardzo podobne, zwłaszcza w planie z góry; główną różnicą było to, że Ła-174 skonstruowany był w układzie górnopłatu, a MiG-15 – średniopłata, ponadto na ziemi Ła-174 wyróżniało charakterystyczne wysokie podwozie chowane do kadłuba.

## Produkcja i jej koniec
23 września 1948 roku, jeszcze przed zakończeniem prób państwowych Ła-174, zdecydowano skierować do produkcji oba samoloty. Produkcję Ła-174 podjęto w zakładzie nr 21 w Gorkim (pierwszy zbudowano w grudniu 1948 roku) i nr 292 w Saratowie (pierwszy zbudowano w kwietniu 1949 roku). Jednocześnie usuwano niedostatki i ulepszano konstrukcję samolotu. Prędkość seryjnych samolotów spadła do 1026 km/h. W kwietniu 1949 roku Ła-174 otrzymał oficjalne oznaczenie Ła-15. 
Mimo wdrożenia Ła-15 do produkcji, opracowanie w ZSRR silnika WK-1 – rozwinięcia RD-45 (Nene), o ciągu 2700 kG spowodowało, że silnik RD-500 przestał być perspektywiczny. Zdecydowano w konsekwencji pozostawić w produkcji tylko jeden typ podstawowego myśliwca. 14 maja 1949 roku Rada Ministrów ZSRR, z udziałem Stalina, wybrała jako jedyny myśliwiec MiG-15bis z silnikiem WK-1, pomimo że nowo opracowane konstrukcje Ławoczkina z silnikiem WK-1 – Ła-168 (oblatany 22 kwietnia 1948 roku) i Ła-176, bliskie konstrukcyjnie z Ła-15, miały lepsze osiągi od MiGa-15bis. Za Migiem przemawiała za to większa łatwość produkcji (należy wspomnieć, że mimo unifikacji myśliwców, później wyprodukowano jeszcze małą serię znacznie słabszych i nieperspektywicznych myśliwców Jak-23 z silnikiem RD-500).
W maju 1949 roku zakończono produkcję Ła-15 w zakładzie nr 21, w sierpniu w zakładzie nr 292. Do tego czasu wyprodukowano 235 samolotów (189 w zakładzie nr 21 i 46 w zakładzie nr 292; podawana czasami liczba 650 jest błędna i wynika z planów produkcyjnych).
Na bazie myśliwców Ła-15 zbudowano dwa prototypy dwumiejscowych samolotów szkolno-treningowych oznaczonych „180”, pierwszy ukończono w sierpniu 1949 roku. Znane są także jako Ła-15UTI.

## Służba
Pierwsze seryjne samoloty Ła-15 przekazano wojsku w marcu 1949 roku. Wyszły początkowo na jaw usterki „okresu dziecięcego” samolotu, w tym kiepska jakość pierwszych silników. 19 kwietnia na skutek pożaru na Ła-15 doszło do pierwszego ratunkowego katapultowania się z samolotu w ZSRR, zakończonego pomyślnie. W maju rozpoczęły się badania wojskowe samolotu w 196. pułku myśliwskim, podczas których doszło do dwóch katastrof, 28 maja i 21 lipca. W drugiej z nich zginął dowódca pułku płk A. Sziszkin, co spowodowało „karne” przerwanie badań i przesunięcie Ła-15 z lotnictwa frontowego do jednostek obrony powietrznej (PWO) okręgu moskiewskiego i bakijskiego, gdzie jednak eksploatowano te samoloty bez większych problemów do 1954 roku. 

## Konstrukcja
Jednosilnikowy górnopłat o konstrukcji całkowicie metalowej i skośnych skrzydłach, w układzie klasycznym. Skrzydła o kącie skosu krawędzi natarcia 37°20' i ujemnym wznosie 6°, składające się z krótkiego centropłata i dwóch jednodźwigarowych części zewnętrznych. Na każdym ze skrzydeł dwie kierownice strug powietrza. Usterzenie klasyczne, skośne. Usterzenie poziome zamocowane w górnej części statecznika, nad sterem kierunku. Kadłub o konstrukcji półskorupowej. Z przodu okrągły wlot powietrza do silnika, rozdzielający się pionową przegrodą na dwa kanały wzdłuż burt. Kabina pilota hermetyczna, w przedniej części kadłuba, zakryta oszkloną osłoną, składającą się ze stałego dwuczęściowego wiatrochronu z płaską szybą przednią i otwieranej wypukłej osłony nad pilotem. Kabina wyposażona w fotel wyrzucany. Silnik odrzutowy w tylnej części kadłuba. Po obu stronach tylnej części kadłuba hamulce aerodynamiczne w formie odchylanych hydraulicznie klap. Podwozie samolotu trójkołowe, z pojedynczymi kołami, wciągane do luków w kadłubie (golenie główne - do przodu, goleń przednia - do tyłu). Wyposażenie: radiostacja RSI-6, radiopółkompas RPKO-10M, aparatura systemu swój-obcy, aparat fotograficzny AFA-IM, fotokarabin. Napęd samolotu stanowił pojedynczy silnik turboodrzutowy ze sprężarką odśrodkową RD-500 o ciągu 1590 kG. Paliwo w 5 zbiornikach w kadłubie o pojemności łącznie 1100 l. Możliwe było podwieszenie dodatkowego zbiornika pod kadłubem. Maszyna była uzbrojenia w 3 działka 23 mm NR-23 z zapasem po 100 nabojów, w dolnej części przodu kadłuba. Automatyczny optyczny celownik żyroskopowy ASP-1N (kopia brytyjskiego Mk IID).